# Airways (India)
Airways (India) war eine indische Fluggesellschaft mit Sitz in Kalkutta.

## Geschichte
Airways (India) wurde im September 1945 gegründet.
Im April 1947 wurden Liniendienste mit etlichen Douglas DC-3 aufgenommen. Deren Zahl wuchs bis 1950 auf 19 Stück an, wurde allerdings im Lauf der Jahre durch mindestens fünf Unfälle mit Totalschaden dezimiert.
Nach der Nationalisierung 1953 mussten die Linienstrecken und die Mehrzahl der DC-3 an Indian Airlines abgegeben werden. Allerdings konnten Charterflüge mit Passagieren und Fracht fortgeführt werden. Der Flugbetrieb wurde im Jahr 1973 eingestellt, nach anderen Angaben schon 1955.

## Flugziele
Airways (India) führte Flüge innerhalb Indiens durch, wozu bis zur Teilung Indiens im August 1947 auch die heutigen Staaten Pakistan sowie Bangladesch gehörten. Bis 1953 wurden zahlreiche Liniendienste angeboten. Danach wurden Inlands-Charterflüge für Passagiere und/oder Fracht durchgeführt.

## Flotte

### Flotte bei Betriebseinstellung
- Douglas DC-3

### Zuvor eingesetzte Flugzeuge
- Consolidated PBY-5A Catalina

## Zwischenfälle
Vom Beginn des Flugbetriebs im April 1947 bis zur Betriebseinstellung 1973 (oder 1955) kam es bei Airways (India) zu 6 Totalschäden von Flugzeugen. Bei zwei davon kamen fünf Menschen ums Leben. Vollständige Liste:
- Am 25. Januar 1950 verunglückte eine Douglas DC-3/C-47A-25-DK der Airways (India) (Luftfahrzeugkennzeichen VT-CPQ) beim Start vom Shella Airstrip (Indien). Die Maschine sollte mit einer Ladung Orangen aus Assam nach Kalkutta fliegen. Beim Start kam sie zunächst ins Schleudern und stürzte dann ab. Zwei der drei Besatzungsmitglieder des Frachtfluges wurden getötet.[9]

- Am 17. Mai 1950 kam es mit einer Douglas DC-3/C-47A-20-DK der Airways (India) (VT-CHB) bei der Landung auf dem Flughafen von Balurghat (Indien) zu einem Totalschaden. Das Frachtflugzeug hatte eine Ladung von Sandblechen an Bord, die zum Bau einer allwettertauglichen Landebahn in Balurghat benötigt wurden. Die Besatzung, einzige Insassen des Frachtfluges, überlebte den Unfall.[10]

- Am 14. November 1951 verunglückte eine Douglas DC-3/C-47A-30-DK der Airways (India) (VT-CKU) beim Start vom Flughafen Guwahati (alt) (Indien). Das Flugzeug wurde zerstört. Alle drei Besatzungsmitglieder, die einzigen Insassen auf dem Frachtflug, überlebten den Unfall.[11]

- Am 14. April 1953 brach an einer Douglas DC-3/C-47A-70-DL der Airways (India) (VT-AUJ) während des Fluges 80 Kilometer südwestlich von Guwahati (Indien) die linke Tragfläche wegen Überlastung ab. Das Frachtflugzeug war auf dem Weg vom damaligen Flughafen Guwahati zu ihrem Heimatflughafen Kalkutta-Dum Dum. Alle 3 Besatzungsmitglieder, die einzigen Insassen kamen ums Leben.[12]

- Am 29. März 1955 setzte eine Douglas DC-3/C-47A-20-DK der Airways (India) (VT-CUZ) bei der Landung auf dem Flughafen Khowai (Indien) zu spät auf und überrollte das Ende der nassen Landebahn. Die Maschine blieb in einem Graben stecken und wurde irreparabel beschädigt. Alle acht Insassen, vier Besatzungsmitglieder und 4 Passagiere, überlebten den Unfall.[13]

- Am 22. August 1961 wurde eine Canadian Vickers PBV-1A Canso (Consolidated PBY-5A Catalina) der Airways (India) (VT-DID) an einem unbekannten Ort in Indien bei einem Unfall zerstört. Über Personenschäden ist nichts bekannt.[14]